# Молете се...
Молете се... е първи студиен албум на Епизод, издаден през 1992 година.

## Изпълнители
- Васил Калпачки – вокал
- Драгомир Драганов – китара
- Мирослав Гълъбов – китара
- Симеон Христов – бас
- Емил Тасев – барабани

## Списък на песните
1. На оня свят – 7:08
2. Молете се – 7:07
3. Добрият съвет – 4:41
4. Да чукнем на дърво – 4:13
5. Дебелата Марго – 4:05
6. Добре приет – 5:49
7. Реката на смъртта – 5:37
8. Обратни истини – 6:18
9. Да пържим завистливите езици – 4:13
10. О.Ч.З. – 1:25
11. *** (Посветено на всички вас) – 1:16